# Enallagma exsulans
Enallagma exsulans е вид водно конче от семейство Coenagrionidae. Видът не е застрашен от изчезване.

## Разпространение
Разпространен е в Канада (Квебек, Нова Скотия, Ню Брънзуик и Онтарио), Мексико (Идалго, Нуево Леон и Тамаулипас) и САЩ (Айова, Алабама, Арканзас, Вашингтон, Вирджиния, Делауеър, Джорджия, Западна Вирджиния, Илинойс, Индиана, Канзас, Кентъки, Кънектикът, Луизиана, Масачузетс, Мейн, Мериленд, Мисисипи, Мисури, Мичиган, Небраска, Ню Джърси, Ню Йорк, Ню Хампшър, Оклахома, Охайо, Пенсилвания, Род Айлънд, Северна Дакота, Северна Каролина, Тексас, Тенеси, Уисконсин и Южна Каролина).

## Описание
Популацията на вида е стабилна.